# Chloe Kelly
Pour les articles homonymes, voir Kelly.
Chloe Kelly, née le 15 janvier 1998 à Londres, est une footballeuse internationale anglaise, qui joue au poste d'attaquante à Arsenal.
Elle marque le but vainqueur en finale de l'Euro 2022, permettant à l'Angleterre de remporter son premier titre international.

## Arsenal (2015-2017)
Elle débute dans le club de Queens Park Rangers avant de rejoindre le Centre d'excellence d'Arsenal. Jeune adolescente, elle fait deux heures d'aller-retour en train afin de pouvoir s'entraîner avec Arsenal.
Le 23 juillet 2015, Chloe Kelly fait ses débuts à l'âge de 17 ans avec l'équipe première d'Arsenal en Coupe de la Ligue contre Watford, marquant son premier but à peine 22 minutes après le début du match. Elle fait sa deuxième apparition lors d'une victoire 2-1 contre Notts County, remplaçant Rachel Yankey.

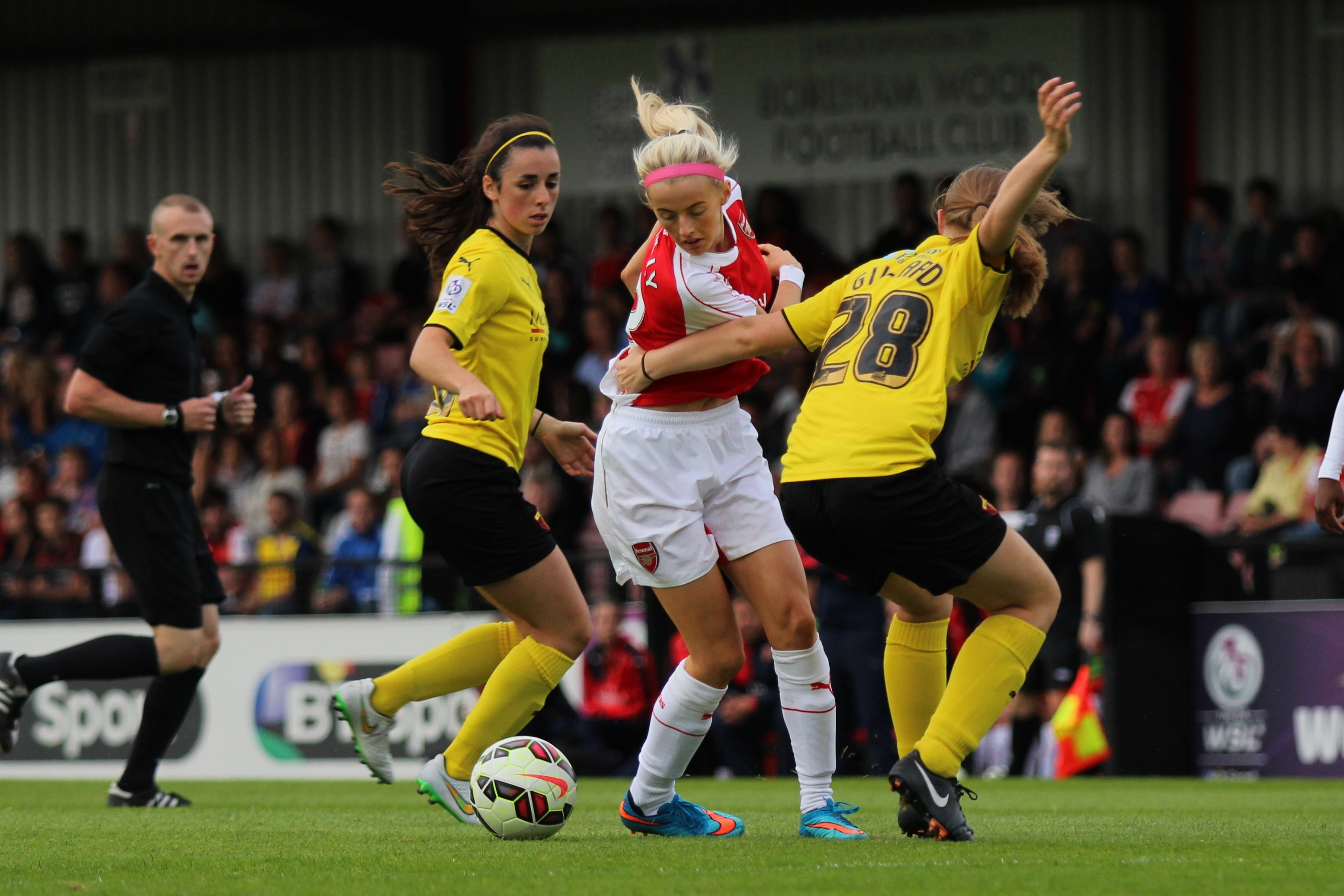
Kelly lors de ses débuts à Arsenal en juillet 2015

En février 2016, elle signe son premier contrat professionnel. Elle fait une apparition lors de la victoire 5-1 contre Sunderland le 25 juin 2016, avant d'être prêtée à Everton en FA WSL 2. Après son retour à Arsenal en octobre 2016, elle fait trois autres apparitions en FA WSL. L'équipe termine la saison à la troisième place et remporte la finale de la coupe d'Angleterre 2016 à Wembley. Bien que Kelly fasse partie de l'équipe, elle ne joue pas lors de la victoire 1-0 de l'équipe contre Chelsea.
En février 2017, Kelly signe un nouveau contrat avec Arsenal. Elle fait sept apparitions pour le club et marque deux buts avant d'être de nouveau prêtée à Everton en juillet 2017.

### Prêt à Everton (2016-2018)
En juin 2016, Chloe Kelly rejoint Everton qui joue en FA WSL 2. Ce prêt de trois mois est un moyen pour Kelly d'acquérir une expérience supplémentaire en équipe première. Elle joue neuf matches pour les Toffees et marque deux buts.
En juillet 2017, elle retourne en FA WSL 1, Everton étant nouvellement promu en première division lors de cette deuxième période de prêt. Kelly fait quatre apparitions pour Everton et marque deux buts dans les mois restants de 2017.

## Everton (2018-2020)
En janvier 2018, Chloe Kelly signe à Everton jusqu'à l'été 2020, aux côtés de sa coéquipière Taylor Hinds. Elle joue un total de 15 rencontres pour Everton au cours de la saison 2017-2018 et marque deux buts. Au cours de la saison 2018-2019, elle joue onze matches et marque un but lors du match nul 3–3 de l'équipe contre Brighton & Hove Albion malgré une blessure à la cheville tout au long de la saison. Everton termine dixième du championnat.
Après avoir subi une opération à la cheville, elle marque neuf buts en 12 matches pour Everton au cours de la saison 2019-2020, aidant le club à grimper à la sixième place du classement. Elle termine quatrième meilleure buteuse de la ligue et meilleure buteuse d'Everton. Lors du deuxième match de la saison, elle marque un doublé portant Everton à une victoire 2-0. Son deuxième but du match – un but à longue distance – devient viral.
Chloe Kelly est nommée joueuse du mois de septembre par la ligue et est présélectionnée pour le prix d'octobre. Sa performance au début de la saison lui vaut une convocation en équipe nationale. En janvier 2020, elle réussit un coup du chapeau contre Reading, portant Everton à une victoire 3-1. C'est le premier triplé d'une joueuse d'Everton depuis 2013.
En juin 2020, elle quitte Everton après avoir rejeté une nouvelle offre de contrat.

## Manchester City (2020-)
Le 3 juillet 2020, il est annoncé que Chloe Kelly à signé un contrat de deux ans avec Manchester City.
En septembre 2020, elle est nommée dans l'équipe PFA WSL de l'année. Le 4 octobre, elle marque un doublé contre Tottenham, portant l'équipe à une victoire 4-1. Elle inscrit un penalty lors de la défaite 3-1 contre Chelsea quelques jours plus tard.
Le 5 mai 2021, Chloe Kelly subit une lésion ligamentaire à la cheville,.

## En sélection

### Équipes de jeunes
En 2014, Kelly participe au championnat d'Europe des moins de 17 ans,,. En novembre 2015, elle marque le but de l'égalisation contre l'Italie.
En août 2018, Chloe Kelly fait partie de l'équipe d'Angleterre des moins de 20 ans qui remporte la médaille de bronze à la Coupe du monde des moins de 20 ans.

### Équipe nationale
En novembre 2018, Chloe Kelly fait ses débuts en équipe nationale en tant que remplaçante lors d'une victoire 3 à 0 en amical contre l'Autriche.
Le 15 juin 2022, elle est sélectionnée par Sarina Wiegman pour disputer l'Euro 2022,. Le 31 juillet 2022, elle marque le but vainqueur à la 110e minute de la finale, permettant à l'Angleterre de l'emporter sur l'Allemagne.

## Buts internationaux
| N° | Date             | Lieu                                      | Adversaire | Score | Résultat | Compétition                |
| -- | ---------------- | ----------------------------------------- | ---------- | ----- | -------- | -------------------------- |
| 1. | 16 juin 2022     | Stade Molineux, Wolverhampton, Angleterre | Belgique   | 1 – 0 | 3 – 0    | Amical                     |
| 2. | 31 juillet 2022  | Stade de Wembley, Londres, Angleterre     | Allemagne  | 2 – 1 | 2 – 1    | Euro féminin 2022 (finale) |
| 3. | 11 novembre 2022 | Pinatar Arena Football Center, Espagne    | Japon      | 2-0   | 4-0      | Amical                     |

## Statistiques de carrière

### Club
| Club            | Saison         | Ligue          | Ligue            | Ligue | FA Cup           | FA Cup | League Cup       | League Cup | Total            | Total |
| Club            | Saison         | Division       | Passes décisives | Buts  | Passes décisives | Buts   | Passes décisives | Buts       | Passes décisives | Buts  |
| --------------- | -------------- | -------------- | ---------------- | ----- | ---------------- | ------ | ---------------- | ---------- | ---------------- | ----- |
| Arsenal         | 2015           | WSL 1          | 2                | 0     | 0                | 0      | 3                | 2          | 5                | 2     |
| Arsenal         | 2016           | WSL 1          | 4                | 1     | 0                | 0      | 0                | 0          | 4                | 1     |
| Arsenal         | 2017           | WSL 1          | 7                | 2     | 0                | 0      | —                | —          | 7                | 2     |
| Arsenal         | Total          | Total          | 13               | 3     | 0                | 0      | 3                | 2          | 16               | 5     |
| Everton (prêt)  | 2016           | WSL 2          | 8                | 3     | 0                | 0      | 1                | 0          | 9                | 3     |
| Everton (prêt)  | 2017–2018      | WSL 1          | 5                | 2     | 0                | 0      | 5                | 5          | 10               | 7     |
| Everton (prêt)  | Total          | Total          | 13               | 5     | 0                | 0      | 6                | 5          | 19               | 10    |
| Everton         | 2017–2018      | WSL            | 10               | 1     | 0                | 0      | 0                | 0          | 10               | 1     |
| Everton         | 2018–2019      | WSL            | 11               | 1     | 0                | 0      | 3                | 0          | 14               | 1     |
| Everton         | 2019–2020      | WSL            | 11               | 9     | 2                | 0      | 4                | 0          | 17               | 9     |
| Everton         | Total          | Total          | 32               | 11    | 2                | 0      | 7                | 0          | 41               | 11    |
| Manchester City | 2020–2021      | WSL            | 21               | 10    | 2                | 2      | 1                | 1          | 24               | 13    |
| Manchester City | 2021–2022      | WSL            | 1                | 0     | 1                | 1      | 0                | 0          | 2                | 1     |
| Total carrière  | Total carrière | Total carrière | 66               | 23    | 3                | 1      | 17               | 8          | 86               | 32    |

## Palmarès

### En club
Manchester City
- FA Women's Cup : 2019-2020[31]
- FA Women's League Cup : 2021–2022

### Sélection
- Troisième place de la Coupe du monde féminine des moins de 20 ans : 2018[32]

 Équipe d'Angleterre
- Vainqueur de l'Euro : 2022 et 2025
- Vainqueur de la Finalissima féminine : 2023
- Finaliste de la Coupe du monde : 2023

### Individuel
- Équipe de l'année FA WSL PFA : 2019-2020
- Joueuse FA WSL du mois : septembre 2019[15]